# Alfonso della Viola
Alfonso della Viola (ur. ok. 1508 w Ferrarze, zm. ok. 1573) – włoski instrumentalista i kompozytor.

## Życiorys
Alfonso urodził się w rodzinie muzyków, prawdopodobnie był synem Agostino della Viola (lub Agostino di Ferrara), słynnego śpiewaka i muzyka na dworze w Ferrarze w latach 1497-1522. Od 1528 roku był w służbie Alfonso I d’Este, księcia Ferrary, jako kameralista, Alfonso della Viola został zatrudniony przez ród Este jako instrumentalista viola d'arco i kompozytor w latach 40. XVI w. W latach 1563–1572 pełnił funkcję kapelmistrza w katedrze w Ferrarze. Jego zdolności zarówno jako kompozytora jak instrumentalisty, opisywane były przez różnych pisarzy tego okresu, w tym Cristoforo di Messisbugo i Luigi Dentice, który pisał, że: „Messer Alfonso della Viola, jest nie mniej cudowny w kontrapunkcie jak w komponowaniu (...)”.

## Dzieła
- Mówi się, że skomponował muzykę na zaślubiny Ercole II d’Este z francuską księżniczką Renatą.
- Wydał w Ferrarze dwa zbiory madrygałów na 4 głosy, pierwszy (1539) zawiera 43 kompozycji, drugi (1540) 46 kompozycji. poza nimi istnieje jeszcze sześć jego madrygałów na 5 głosów w zbiorach z tego okresu, (zachowane);

Napisał również muzykę do wielu tragedii i dramatów pastoralnych wystawianych w Ferrarze, w tym:
- „l'Orbecche” Giambattisty Giraldiego Cinziola (1541), (utracona);
- „l'Aretusa” Lollio Alberto (1563), (utracona);
- „Il Sacrificio” Agostino Beccari (1564), („Il Sacrificio”, czyli „Ofiara” zachowała się we fragmentach[4],);
- „Lo Sfortunato” Agostino Argenti (1567), (utracona).

Styl muzyki Alfonsa przypominał średniowieczne florenckie utwory Francesco Corteccia.